# Guillermo Cano Isaza
Guillermo Cano Isaza (ur. 12 sierpnia 1925 w Bogocie, zm. 17 grudnia 1986 tamże) – kolumbijski dziennikarz śledczy, od 1954 r. członek redakcji El Espectador. Zamordowany przez mafie narkotykowe, przeciw którym prowadził dziennikarskie śledztwo. Jego imieniem została nazwana UNESCO/Guillermo Cano World Press Freedom Prize.